# Shigeharu Mukai
Shigeharu Mukai (jap. 向井 滋春, Mukai Shigeharu; * 21. Januar 1949 in Nagoya) ist ein japanischer Jazz-Posaunist.

## Leben und Wirken
Mukai spielte in der Big Band der Dōshisha-Universität und gewann 1970 den Yamaha Light Music Contest. Er zog dann 1971 nach Tokio und begann seine Karriere in den Bands von Yoshio Otomo, Fumio Itabashi, Ryō Kawasaki, Terumasa Hino, Sadao Watanabe und Yōsuke Yamashita. Mit Hiroshi Fukamarau leitete er eine Band mit zwei Posaunenstimmen.
1972 gründete er seine eigene Band, mit der er den Preis des Shinjuki Jazz Festivals gewann. Nach Auflösung der Gruppe lebt er 1977/78 in New York; nach seiner Rückkehr nach Japan leitete er verschiedene Bands und arbeitete mit Kazumi Watanabe, Naoya Matsuoka, Akira Sakata, Yuichi Inoue und erneut mit Yosuke Yamashita; daneben spielte er mit Gastmusikern, unter anderem mit Elvin Jones und Billy Hart. 1982 nahm er zusammen mit Astrud Gilberto das Album So & So - Mukai Meets Gilberto auf, das auf Denon erschien. Später gründete er das Quartett Hot Session mit Ryōjirō Furusawa, Fumio Itabashi und Mitsuaki Furuno, mit der er 1991/92 durch Japan tourte. 1997 erschien sein Album Better Day Of auf dem japanischen Sublabel von Columbia Records; 2004 sorgte er mit dem Album Super 4 Records für Aufsehen, bei dem er mit einer „horn section“ aus Alt- und Tenorsaxophon, Posaune und Trompete die Illusion einer Big Band schuf; Stephen Loewy erinnert Mukais Posaunenspiel an Carl Fontana und Frank Rosolino.
Leonard Feather und Ira Gitler bezeichnen Shigeharu Mukai als einen der angesehensten Posaunisten der japanischen Jazzszene, der auch bekannt für seine Beherrschung von Latin- und ethnischen Rhythmen in den verschiedenen Gruppen ist.

## Auszeichnungen
Mukai gewann mehrfach von 1975 bis 1993 in den Leserumfragen des japanischen Swing Journal sowie deren Kritikerpreis.

## Lexikalische Einträge
- Leonard Feather, Ira Gitler: The Biographical Encyclopedia of Jazz. Oxford University Press, New York 1999, ISBN 0-19-532000-X.